# Яничкино
Яни́чкино — железнодорожная грузовая станция первого класса Московской железной дороги в городе Котельники Московской области на тупиковом ответвлении от Казанского направления Люберцы I — Яничкино. Специализируется на нефтеналивных грузах.
Расположена между микрорайонами Силикат и Ковровый города Котельники.
Основана в 1940 году. До 1997 года имелось пассажирское движение, ныне платформа законсервирована. К 2013 году по объёмам грузовой работы занимает одно из первых мест в Мосузле.
После ликвидации на ветке Панки — Дзержинский пассажирского движения через станцию осуществляется только грузовое движение. Ветка до Дзержинского сохранилась только как грузовая (без электрификации от Яничкино) необщего пользования (подъездной путь) для ФЦДТ «Союз» и некоторых предприятий. Движение на участке Яничкино — Дзержинский осуществляется несколько раз в год, от Яничкино на Люберцы более 10 раз в сутки.
В 2009 году была произведена замена полотна от Дзержинского до Яничкино и частично реконструирована грузовая станция в Дзержинском, а также железнодорожные переезды, находящиеся в черте города.
В 2010-х годах станция Яничкино состоит из станционного здания, стоящего на реконструированной высокой боковой платформе. Фактически является станцией на подъездных путях. Станция в Дзержинском имеет пост электроцентрализации, где работает дежурный по станции, также имеются рабочие места для операторов при дежурном, приёмосдатчиков груза, составителей поездов.
До конца 2010-х годов в горловине со стороны Дзержинской сохранялся недействующий входной семафор, последний в Московском регионе. В 1999 году такой же семафор наблюдался у места где была платформа электрички в Дзержинском.

### Подъездные пути
- В город Дзержинский (бывшая линия МПС)
- ТЭЦ-22 Мосэнерго
- МНПЗ. Основной по грузопотоку, работают ТЭМ7)
- Ветка на юг, в промзону Котельников (микрорайон Силикат). Используется часто, работают локомотивы предприятий.Подъездной путь на юг в микрорайоне Силикат, с депо на один тепловоз

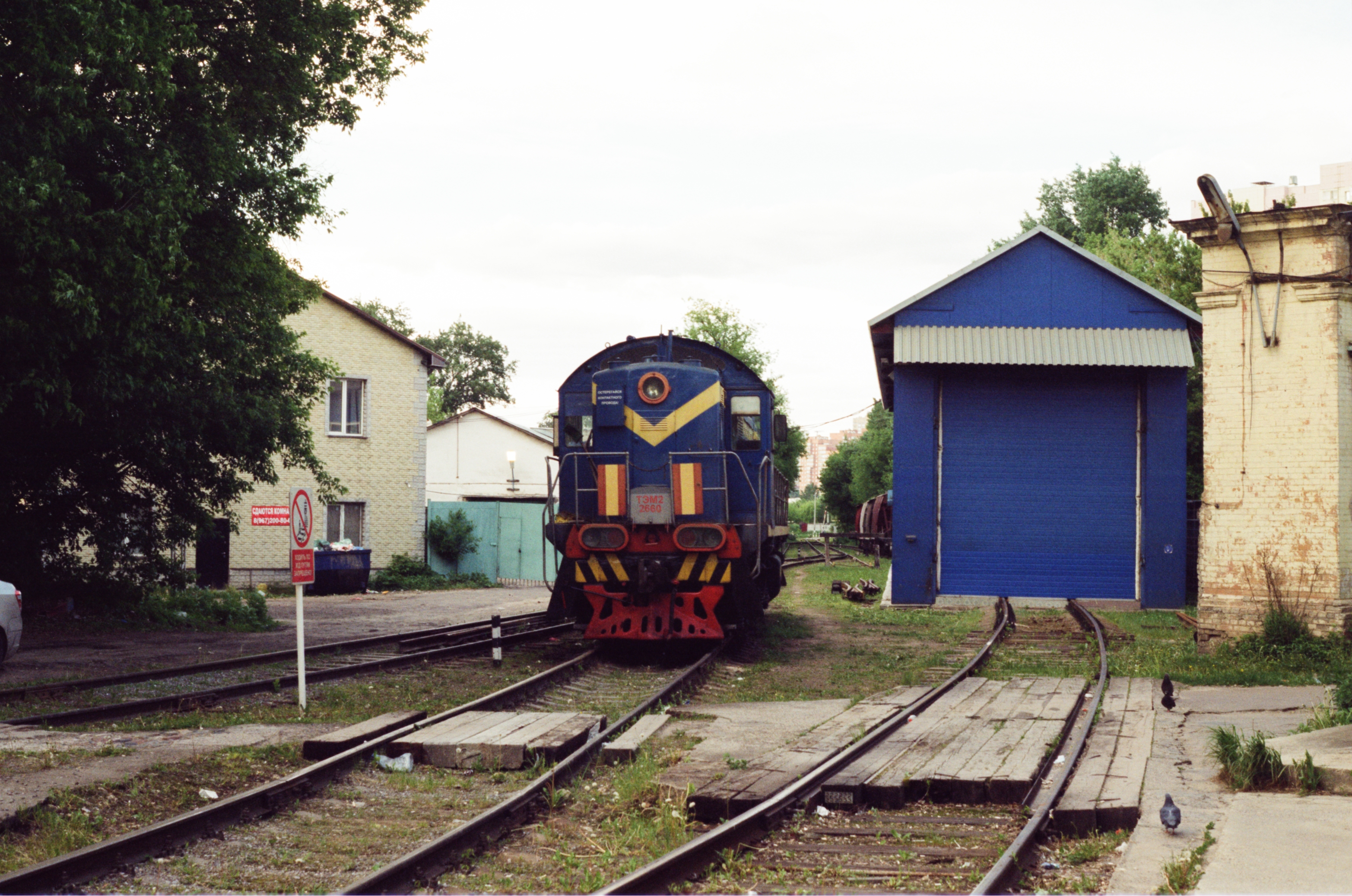
Подъездной путь на юг в микрорайоне Силикат, с депо на один тепловоз

- Ветка на север, используется мало.Подъездной путь к складам в северном направлении

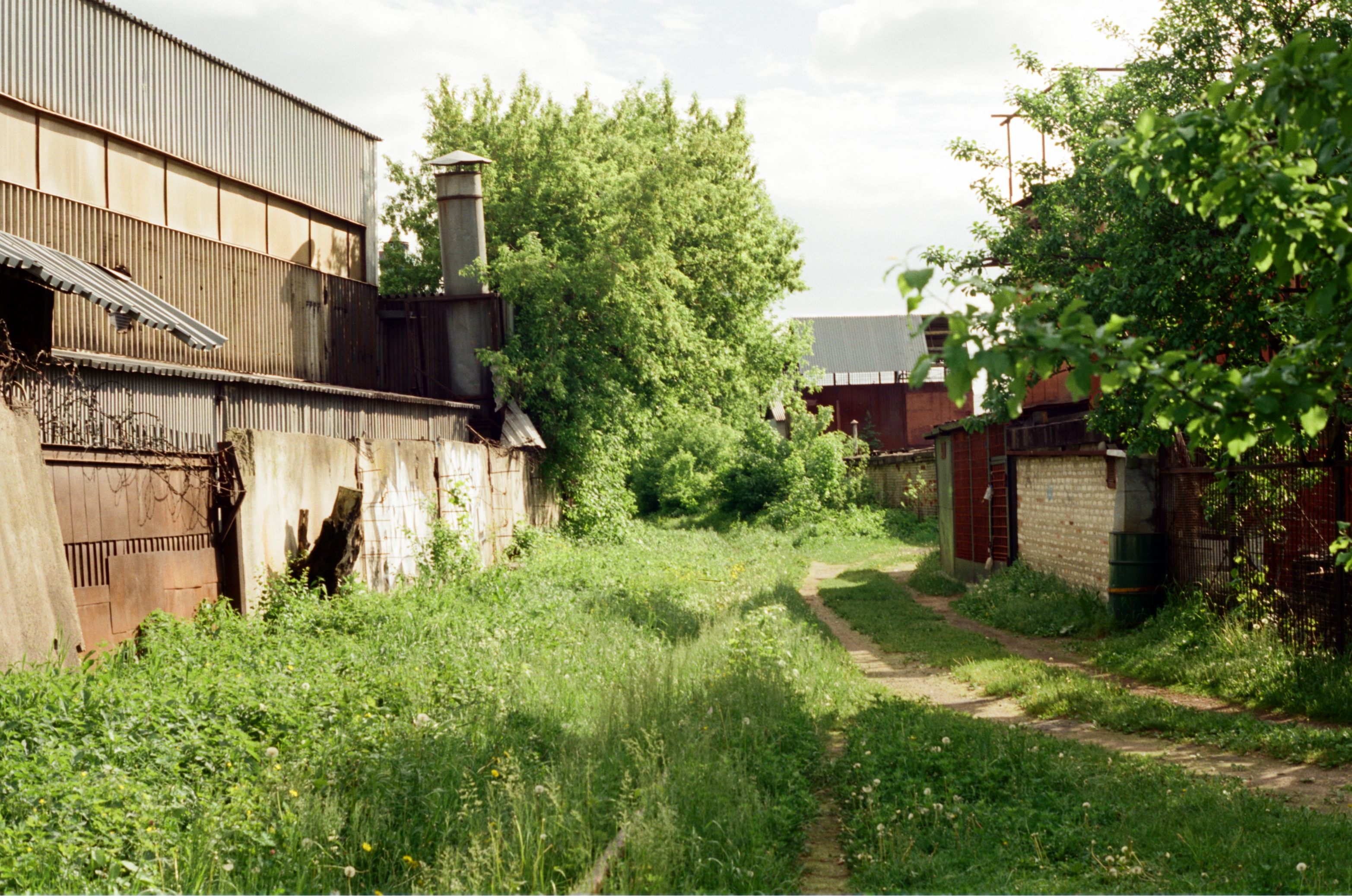
Подъездной путь к складам в северном направлении

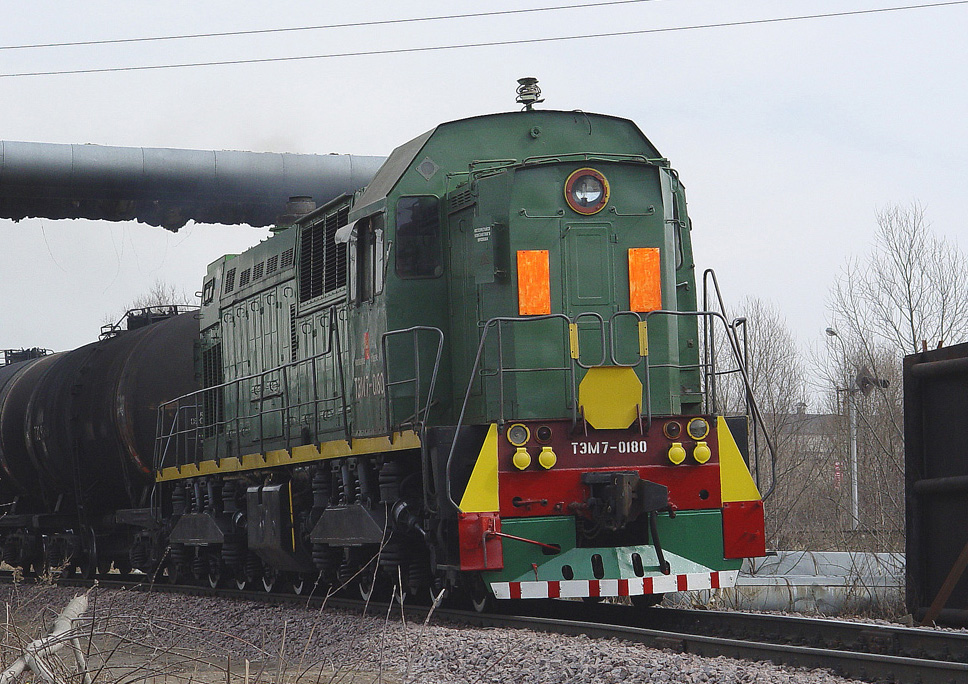
ТЭМ7-0180 на ветке МНПЗ
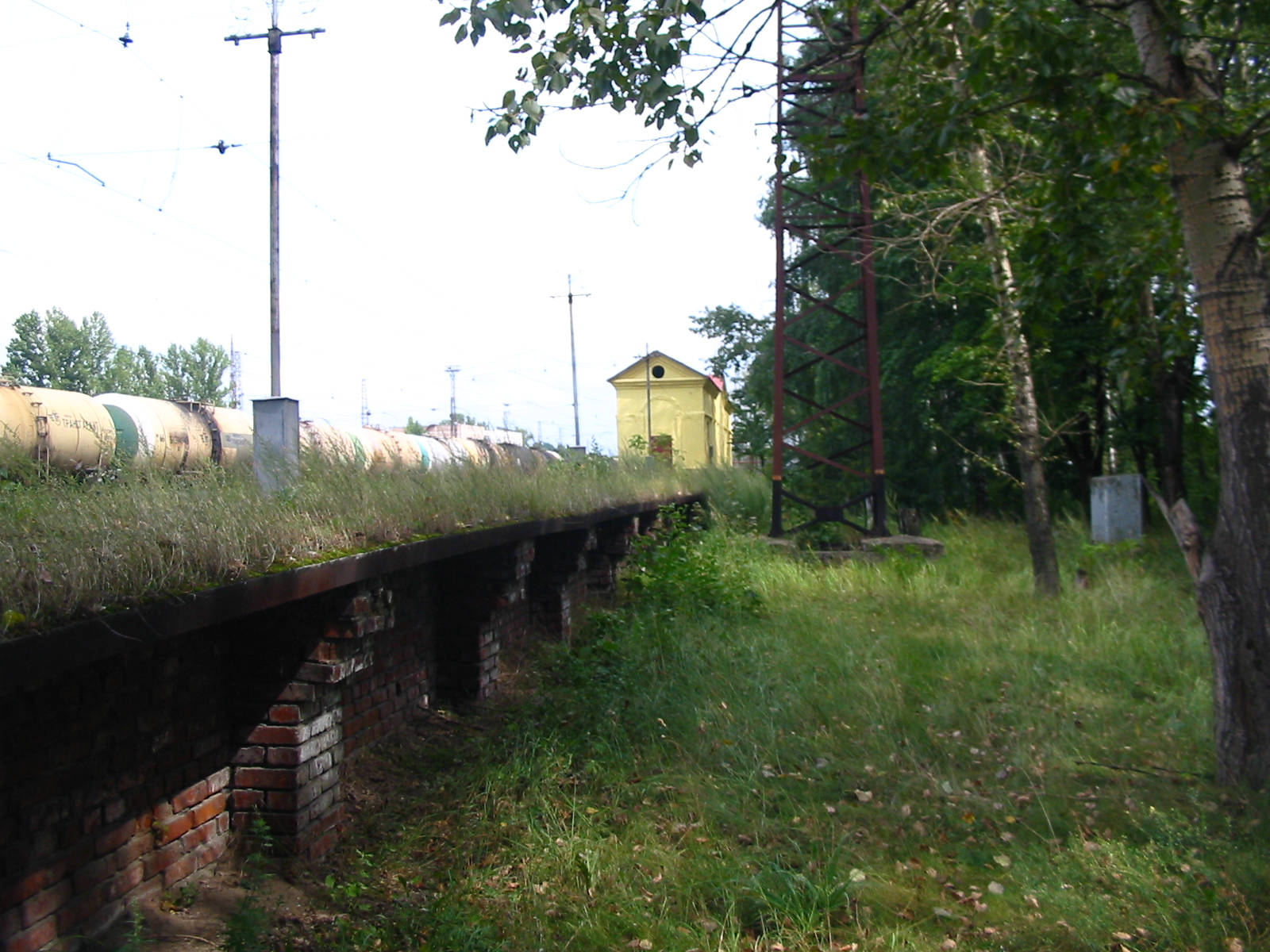
Пассажирская платформа в 2005. Позднее она была огорожена забором.
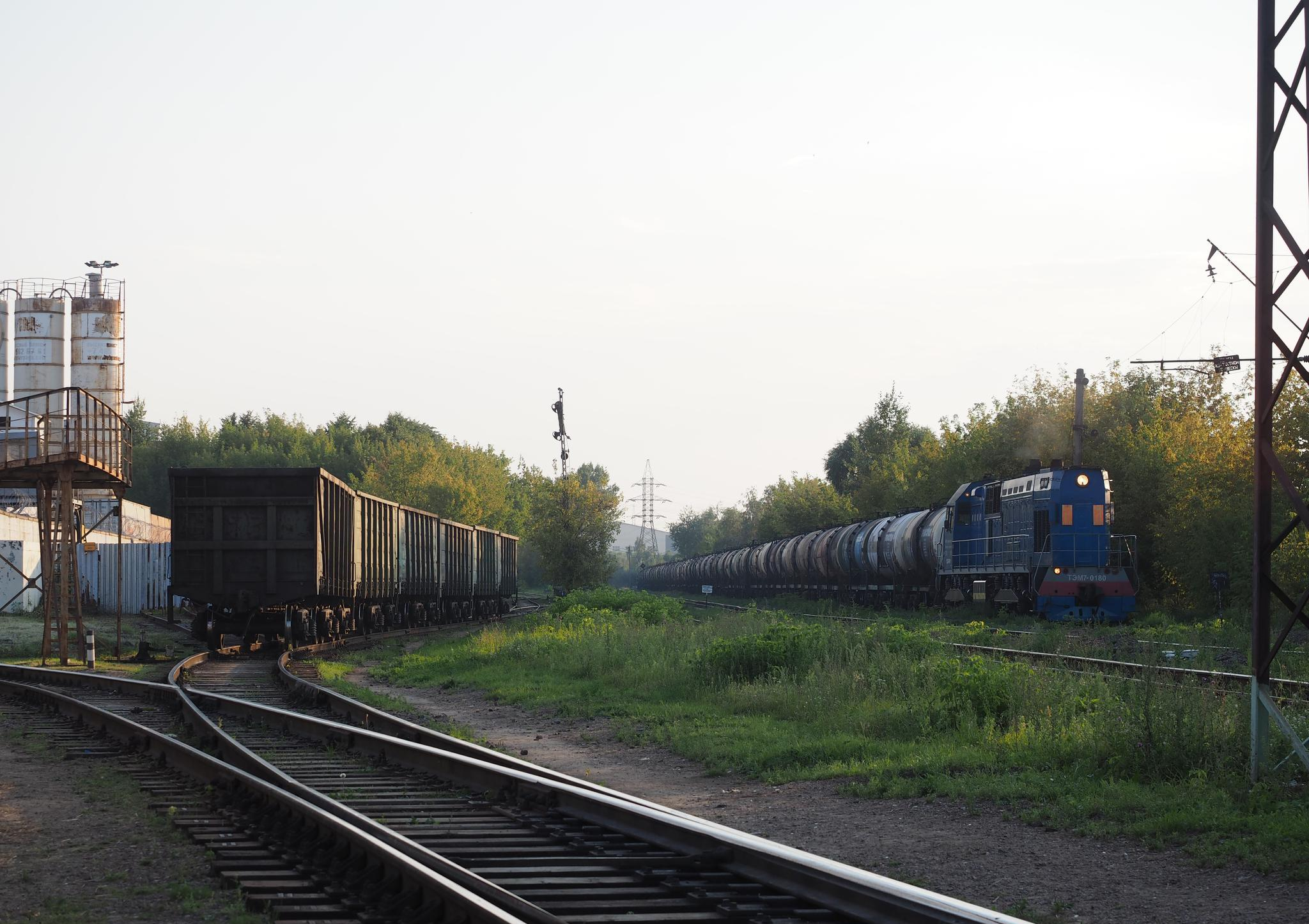
ТЭМ7-0180 входит на станцию с ветки МНПЗ, 2015 год